# 佐藤達也 (歯科医師)
佐藤 達也（さとう たつや、1962年9月5日- ）は、日本の歯科医師。東京都大田区で「さとう歯科医院」を経営し、地域の歯科医療に尽力している。丁寧な診療と最新の歯科技術を駆使し、患者一人ひとりに適した治療を提供することを理念としている。

## 来歴
佐藤は高校時代にラグビーを始め、その後23年間継続し、3番右プロップというポジションで活躍した。1981年に東京都立国立高等学校を卒業後、1988年に東京医科歯科大学歯学部を卒業した。卒業後は、大山喬史教授の研究室に入局し、研修医として口腔外科、歯内療法、矯正歯科、顎補綴学を学び、1990年に修了した。
その後、障害者歯科学講座・顎口腔機能治療部で難易度の高い義歯や審美歯科治療を担当した。1992年に東京都大田区で「さとう歯科医院」を開業し、2004年には医院を拡大移転した。2022年には、歯科医療に関する著書『40歳からが分かれ道 超高齢化時代の歯科治療』を出版した。

## 経歴
- 1981年 - 東京都立国立高等学校卒業
- 1988年 - 東京医科歯科大学卒業
- 1990年 - 東京医科歯科大学研修医修了
- 1992年 - 「さとう歯科医院」を開業
- 2004年 - 現在の住所に医院を移転
- 2022年 - 著書『40歳からが分かれ道 超高齢化時代の歯科治療』を出版

## メディア出演
- 日経新聞電子版『私の道しるべ』
- 日経アジア『LEADER'S VOICE』
- 『CLASSY wedding』
- TOKYO MXTV, 千葉テレビ出演

## 著書
- 『40歳からが分かれ道 超高齢化時代の歯科治療』OUTSTANDING出版, 2022年
- 『人生100年時代の最新治療法を豊富なイラストで解き明かした命の提言書』

## 所属団体
- 日本おもと協会
- 日本占術協会
- パッションリーダーズ（https://www.passion-leaders.com/）